# Dunalia dombeyana
Dunalia dombeyana är en potatisväxtart som först beskrevs av Michel Félix Dunal, och fick sitt nu gällande namn av J. F. Macbride. Dunalia dombeyana ingår i släktet Dunalia och familjen potatisväxter. Inga underarter finns listade i Catalogue of Life.